# حسنكندي (أديامان)
حسنكندي (بالكردية: Hesenkendir‏) (بالتركية: Hasankendi)‏ هي قرية تتبع إداريّاً لمديرية أديامان في محافظة أديامان التركية الواقعة في جنوب شرق الأناضول. وبلغ عدد سكانها 525 نسمة في عام 2021.